# Максимални ризик
Максимални ризик (енгл. Maximum Risk) је филм из 1996. године који је режирао Ринго Лам, са сценаријом Ларија Фергасона. Главне улоге тумаче Жан-Клод ван Дам и Наташа Хенстриџ.

## Радња
Полицајац Алан Моро (Жан-Клод Ван Дам) несвесно заузима место свога брата близанца Михајла Суверова и ... заузврат добија бројне проблеме и прелепу девојку Алекс (Наташа Хенстриџ). Приморан је да понови свој пут од Нице до Њујорка и назад, кокетирајући са ФБИ и руском мафијом. Активно користећи своје челичне мишиће и знање борилачких вештина, Алан мора да пронађе одговоре на нека тешка питања, али што је ближе циљу, мање су му шансе да преживи... 

## Улоге
| Глумац              | Улога                                |
| ------------------- | ------------------------------------ |
| Жан-Клод ван Дам    | инспектор Ален Моро / Михаил Суворов |
| Наташа Хенстриџ     | Алекс Бартлет                        |
| Жан Иг Англад       | Себастијан                           |
| Зак Гренијер        | Иван Џасоков                         |
| Пол Бен Виктор      | агент ФБИ-ја Пелман                  |
| Френк Сенгер        | агент ФБИ-ја Лумис                   |
| Ден Моран           | Јуриј                                |
| Стефанос Милцакакис | Ред Фејс, руски гангстер             |
| Дејвид Хемблен      | Дмитриј Киров, шеф руске мафије      |
| Франк Ван Кекен     | Дејвис Хартли                        |
| Стефан Одран        | Шантал Моро                          |